# Kortikosteroid
Kortikosteroidi so skupina steroidnih hormonov, ki nastajajo v skorji nadledvične žleze. Vpleteni so v številne fiziološke mehanizme, kot na primer odziv na stres, imunski odziv in uravnavanje vnetja, presnovo ogljikovih hidratov in beljakovin, uravnavanje elektrolitov v krvi in vedenje.
- glukokortikoidi, kot na primer kortizol, uravnavajo presnovo ogljikovih hidratov, lipidov in beljakovin ter z zaviranjem sproščanja fosfolipidov ter dejavnosti eozinofilcev delujejo protivnetno.
- mineralokortikoidi, kot je aldosteron, nadzirajo raven vode in elektrolitov, predvsem tako, da spodbujajo reabsorbcijo natrija v ledvicah.

Nekateri naravni hormoni so kortikosteron (C21H30O4), kortizon (C21H28O5, 17-hidroksi-11-dehidrokortikosteron) in aldosteron.
Na osnovi kortikosteroidov so narejena nekatera zdravila za zdravljenje raka in večina protivnetnih zdravil za zdravljenje astme. Astmatiki in ostali bolniki ki jemljejo ta zdravila imajo posledično zmanjšano imunsko odpornost, dolgotrajnejše zdravljenje pa lahko zmanjša tudi kostno gostoto in privede do osteopenije ali celo osteoporoze. Daljša uporaba zdravil s kortikosteroidi lahko vodi do pojava Cushingovega sindroma.